# Prespolitorea
Prespolitorea is een geslacht van weekdieren uit de klasse van de Gastropoda (slakken).

## Soorten
De volgende soort is bij het geslacht ingedeeld:
- Prespolitorea valvataeformis Radoman, 1973[1]